# Demian Conrad
Pour les articles homonymes, voir Conrad.
Demian Conrad, né en 1974 à Locarno, est un designer suisse. Son approche artistique est variée (du graphisme aux arts visuels) et il s'intéresse notamment à la création de techniques typographiques novatrices.

## Biographie
Demian Conrad est diplômé en communication visuelle à la SUPSI de Lugano. Il a été l’élève du designer Bruno Monguzzi, de l'artiste Reto Rigassi. Ensuite, il a étudié la pensée latérale avec Edward de Bono à l'université de Malte.
 En 2003, il s'installe à Lausanne où, en 2007, il fonde le Demian Conrad Design Studio.
En 2013, il fonde la collection de meubles DADADUM.

Depuis 2014, il est professeur en Design Éditorial et chercheur à la  Haute école d'art et design(HEAD) de Genève, où il contribue à la fondation du Center for Future Publishing,. En 2016, il réalise l'identité visuelle de la campagne sur le référendum suisse en faveur du revenu de base (Basic Income Campaign) proposée par Generation Grundeinkommen,.

En 2017, le Art Director Club le récompense avec le Silver Cube pour son projet pour la campagne sur le revenu de base,. La même année, Conrad rebaptise son studio Automatico Studio et devient membre de l'Alliance Graphique Internationale (AGI).

Conrad est auteur de plusieurs livres sur le design.

## Design

### Processus créatif
Demian Conrad développe de nouvelles stratégies de communication visuelle tout au long de sa carrière. De 2007 à 2015, il appliqué une approche expérimentale au design graphique. Dans une interview pour le magazine Ligature, Conrad indique que son approche s'inspire aux maîtres du style typographique international tels que Max Bill mais aussi à d'autres figures créatives transversales comme Bruno Munari. Pour concevoir et produire ses œuvres Conrad utilise le design participatif, l'éthique du DIY, le design hacking, et la typographie algorithmique et paramétrique,.

En 2017 il développe une différente approche méthodologique au design graphique, visant à en réduire la complexité. Inspiré par l'art minimal et à certaines philosophies japonaises, Conrad se rapproche à la poétique de la vacuité et intègre cette philosophie aux courants de pensée initiés par Emil Ruder, AG Fronzoni et Georg Staehelin. Comme il affirme dans le magazine Hémisphères, cette esthétique est fondée sur des formes pures et la lisibilité typographique, comme les caractères conçus avec la police Univers d'Adrian Frutiger.

### Recherche
À travers son travail graphique Conrad développe des grammaires visuelles, en particulier grâce à l'utilisation de nouveaux médias et technologies, tels que des procédés d'impression avant-gardistes, la typographie générative, et des visualisations digitales basée sur les algorithmes et le codage créatif,.

En 2010, il élabore un nouveau processus appelé Water Random Offset Printer (WROP). Comme affirmé par le designer Fraser Muggeridge, cette technique est empruntée aux imprimeurs qui lavent leur machine, en faisant gicler de l’alcool sur les plaques, pour éliminer le résidu d'encre pendant que la presse tourne.
WROP fait écho au procédé artisanal d'impression chimique sur pierre et à la photolithographie. Cette technique analogique permet au designer d'intervenir sur les réglages hydro-chimiques de la machine pendant l'impression, permettant ainsi de modifier des productions de masse par des interventions manuelles qui diluent l'encre sur les plaques avec de l’eau.
 
Une autre technique utilisée par le designer est la typographie algorithmique et paramétrique. Conrad utilisé des méthodes basées sur des algorithmes génératifs pour produire un design,. Il utilise également l'intelligence artificielle pour la conception autonome de travaux éditoriaux et multimédias, exploitant la capacité de cette dernière dans l’analyse et l’interprétation de données textuelles et visuelles : « les images ont toutes été assemblées par l’intelligence artificielle de Google, selon des critères de couleurs et de formes. Le concept, c’est toujours l’homme qui l’imagine. La technologie nous assiste pour des tâches répétitives, rendant plus noble notre fonction de designer en tant que générateur de culture », déclare Conrad en 2017 lors d'une interview pour le magazine Le Temps.

### Réalisations marquantes
Les travaux de Conrad portent sur l'identité visuelle, la signalisation, la conception éditoriale et la conception d'expositions. Dans sa carrière il a travaillé pour des nombreuses institutions culturelles et artistique internationales.

En 2012, il est chargé par Confédération suisse de concevoir le timbre du centenaire du Code Civil Suisse (CCS). La syntaxe visuelle choisie vise à célébrer le concept de bonne foi exprimé à dans l'article 2, paragraphe 1 du CCS. Le timbre a été présenté au Parlement suisse à Berne par la présidente de la Confédération suisse Simonetta Sommaruga.

En 2013, il travaille pour le Lausanne Underground Film & Music Festival (LUFF), pour lequel Conrad développe la campagne de communication de la 12ème édition,. La stratégie typographique choisie pur LUFF consiste à utiliser des polices de caractères monumentales. Conrad divise le texte de l’affiche du LUFF en six lignes, et recouvre certaines d'entre elles de bandes noires, créées en utilisant la technique WROP.

En 2014 il travaille pour Art Basel,. Il décide alors d'appliquer une approche basée sur la relation entre couleurs et identités. Dans une interview pour la RSI (Radiotelevisione svizzera di lingua italiana), Conard déclare que le langage visuel de cette œuvre est marqué par un contraste chromatique équilibré et proportionné. D'un côté, nous avons des couleurs métalliques et matérielles, de l'autre des couleurs fluorescentes et vibrantes.

En 2016, Conrad réalise l'identité visuelle de la campagne sur le référendum suisse en faveur du revenu de base (Basic Income Campaign) proposée par Generation Grundeinkommen,. Pour ce projet il applique une approche artistique radicale, valorisant la beauté comme message politique. Le designer conçoit le cercle d'or : « c’est un symbole. Un symbole élégant, positif et féminin évoquant une société meilleure où les richesses sont mieux réparties. Avant tout, nous avons voulu faire quelque chose de beau. Le concept de cette campagne, c’est que la beauté peut changer le monde » déclare Conrad pour le magazine 24heures.
À travers ce travail, Conrad recherche le pouvoir évocateur du signe réduit à son essence,.

En 2017, le Grand Palais de Paris lui confie la conception de la communication graphique de l'exposition Artistes & Robots,. En étroite collaboration avec le commissaire Jérôme Neutres et le co-commissaire et artiste Miguel Chevalier, il conçoit l'identité, l'infographie, le catalogue et le reste de la campagne de communication,. Pour cette exposition, Conrad créé aussi l'installation initiale, intitulé Responsive Typography. Avec cette œuvre, le visiteur est immergé dans l'exposition. L’œuvre est conçue pour dialoguer avec le visiteur, grâce à l'interprétation en temps réel des données sur les mouvements des visiteurs. Il utilise des algorithmes paramétriques et s’inspire au Meta-font de Donald Knuth.

## Collections
Des œuvres de Conrad se trouvent dans des collections privées et dans des collections de musée, dont le Musée Gestaltung de Zurich, le Musée de Design et d'Arts Appliqués Contemporains de Lausanne, la Bibliothèque Nationale de Berne et la Bibliothèque Canton de Vaud.

## Expositions principales
- Rock Me Baby, organisée par Sébastien Mettraux, Centre D'Art Contemporain, Yverdon-Les-Bains (Suisse), 2021[26] ;

- Code/Poésie, organisée par Antonio Rodriguez, Chateaux de Morges (Suisse), 2020[27] ;

- Millennials – New Millennium Design, organisée par José Bártolo, Porto Design Biennial, Porto (Portugal)[28] ;

- Artistes et robots, organisée par  Laurence Bertrand-Dorléac et Jérôme Neutres, Grand Palais de Paris, Paris (France), 2018[22],[23] ;

- Perpetual Printer, organisée par Nathalie Herschdorfer, Triennal of Contemporary Prints, Le Locle (Suisse), 2018[29] ;

- Who the hell is Mr Brockmann?, organisée par David Kilian Beck, Ambit gallery, Londres (Royaume-Uni), 2017 [30] ;

- Swiss Graphic Design Exhibition, organisée par Erich Brechbühl, Noël Leu et Anna-Viktoria Eschbach, Crafts Museum of China Academy of Art, Shanghai (Chine), 2016[31] ;

- SCHWEIZ – JAPAN, organisée par Stephanie Cuérel et Josh Schaub, Weltformat Graphic Design Festival, Lucerne (Suisse), 2014[32] ;

- Un/Limited, organisée par Thibaud Tissot, Museum of Fine Arts, Le Locle (Suisse), 2013[33] ;

- 100 Jahre Schweizer Grafik, organisée par  Karin Gimmi e Barbara Junod, Museum für Gestaltung, Zurich (Suisse), 2012[34] ;

- The hand of graphic designer, organisée par Francesca Serrazanetti et Matteo Schubert, Villa Necchi, Milan (Italie), 2011[35] ;